# Standbeeld van Leopold II (Ducaju)

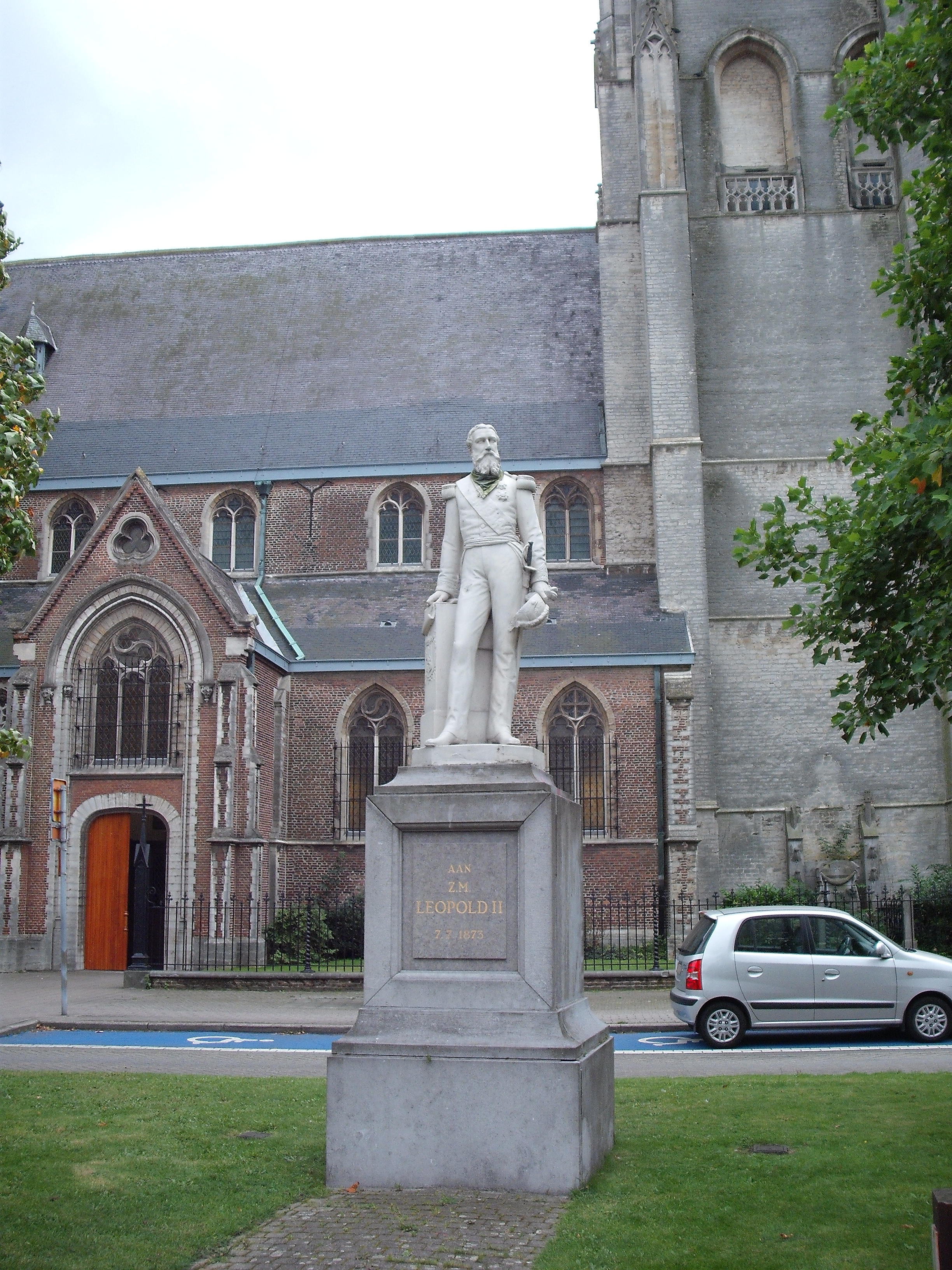
Het standbeeld aan de Sint-Lambertuskerk (september 2011)

Het standbeeld van Leopold II gemaakt door Joseph Ducaju werd in 1873 onthuld op de Markt van Ekeren.

## Geschiedenis
Het werk in grofkorrelige Bentheimer zandsteen was het allereerste standbeeld van koning Leopold II van België in de publieke ruimte. Het werd opgericht naar aanleiding van een bezoek dat Leopold op 11 augustus 1869 bracht aan het legerkamp van Brasschaat, waarbij hij ook kort Ekeren had aangedaan. Het standbeeld bekroonde aanvankelijk de nieuwe waterpomp, die in de plaats kwam van de vroegere schandpaal en waterput. Architect Eugène Gife ontwierp de sokkel voor het beeld, waartegen de pomp kon aansluiten. Bij de herinrichting van de Markt werd de pomp afgebroken en kreeg het beeld een meer centrale plaats.
In de 21e eeuw kwam het standbeeld, zoals andere monumenten aan Leopold II, onder vuur te liggen van degenen die een dergelijk eerbetoon niet meer passend vonden vanwege het dodelijke beleid in de Onafhankelijke Congostaat. Het gemeentebestuur vond dat weghalen zou neerkomen op het verleden uitwissen, en verkoos in 2018 een infobord te plaatsen dat de tol van de kolonisatie in herinnering bracht. Het volgende jaar werd het standbeeld beschermd als vastgesteld bouwkundig erfgoed.
In 2020 werd het standbeeld drie keer op korte tijd gevandaliseerd door onbekenden. Op 19 mei werd het beklad met graffiti (hakenkruizen, "Heil" en "Congo is van ons"). Nauwelijks waren de tags verwijderd, of op pinkstermaandag 1 juni werd het beeld met rode verf overgoten. Drie dagen later werd het dan bij nacht in brand gestoken. Het zwartgeblakerde kunstwerk werd op dinsdag 9 juni van zijn sokkel getakeld en overgebracht naar een depot in het Openluchtmuseum Middelheim.

## Voetnoten
1. ↑  Standbeeld Leopold II in Ekeren in brand gestoken: schade lijkt nu onherstelbaar, Gazet van Antwerpen, 4 juni 2020
2. ↑  Controversieel standbeeld Leopold II in Ekeren heeft nu infobord, VRTNWS, 17 augustus 2018
3. ↑  Standbeeld Leopold II verwijderd in Ekeren. Gearchiveerd op 9 juni 2020. Geraadpleegd op 9 juni 2020.